# 40 Anos - Celebra João Paulo & Daniel
40 Anos - Celebra João Paulo & Daniel é o oitavo álbum ao vivo e o décimo DVD do cantor brasileiro Daniel em carreira solo. Foi gravado no dia 21 de dezembro de 2022 no Vibra, em São Paulo, e lançado em 12 de maio de 2023 pela ONErpm. O projeto faz parte das comemorações de 40 anos de carreira do cantor, sendo uma homenagem ao seu falecido parceiro João Paulo.
O álbum recebeu uma indicação ao Grammy Latino na categoria Melhor Álbum de Música Sertaneja.

## Sobre o álbum
Daniel, há muito tempo, já desejava gravar um projeto com canções dos auros tempos de João Paulo & Daniel, trazendo participações de artistas que tiveram a dupla como referência. O cantor diz que a ideia da gravação deste DVD começou quando se reunia com seus amigos e juntos, cantavam músicas da dupla. Porém, ele teve que ser adiado várias vezes, primeiramente por conta da disponibilidade dos artistas, e segundo, por conta da pandemia de COVID-19. “Durante as nossas conversas, eles sempre me falavam sobre a influência que João Paulo e Daniel tiveram na carreira deles e que um dia poderíamos nos reunir e relembrar as músicas daquela época. Foi assim que tudo começou. São participações muito especiais de pessoas que fizeram história, artistas que já estão no mercado há muito tempo. Eu sou muito grato a cada um que está participando, por terem aceito, por entenderem o significado e, acima de tudo, por estarem presentes comigo nessa celebração. Com certeza vai ser um momento único. Nós vamos vibrar muito juntos;" comemorou.
Foram 20 participações especiais, divulgadas aos poucos pelo cantor em suas redes sociais, sendo elas Chitãozinho & Xororó, Bruno & Marrone, Jorge & Mateus, Luan Santana, Maiara & Maraisa, Henrique & Juliano, Fernando & Sorocaba, Marcos & Belutti, Rionegro & Solimões, Rick & Renner, Edson & Hudson, Paraná, João Bosco & Vinícius, César Menotti & Fabiano, Ataíde & Alexandre, Cezar & Paulinho, Michel Teló, Guilherme & Santiago, João Neto & Frederico e Gian & Giovani. "Eu posso dizer que esse é o projeto da minha vida. Se não fosse tudo o que vivemos juntos, hoje eu não estaria aqui diante do meu público. Momentos incríveis que vivi e que só a música tem o poder de deixar registrado. Tudo se deve a essa parceria, ao meu saudoso irmão e parceiro que nos deixou há 25 anos. Que bom saber que as nossas canções daquela época permanecem acesas depois de 25 anos da ausência dele. É realmente muito prazeroso o poder que a música tem e saber, principalmente, que fizemos algo que ficou registrado e que novas gerações estarão presenciando;" explicou. Por se tratar de um projeto tão grandioso, e com tantas participações, Daniel e os artistas não tiveram tempo de ensaiar, apenas se comunicavam através do WhatsApp. Cada artista ensaiou sua respectiva canção em casa, e a executou no show junto ao cantor. A gravação começou as 22h e terminou as 4h30m. A ideia de todos cantarem no início foi porque alguns artista tinham outros shows para fazerem na mesma noite.
Os ingressos para a apresentação se esgotaram em apenas 3 dias. Os convidados se revezaram ao longo do espetáculo para ser a segunda voz de Daniel. Uma maneira encontrada pelo cantor para honrar o antigo parceiro, que marcou a carreira de todos os artistas presentes e também a música brasileira. A gravação contou ainda com duas surpresas: a primeira foi a participação de José Camillo, pai de Daniel, e a segunda, a participação de Jéssica dos Reis, filha de João Paulo. Os dois cantaram em frente a uma projeção do cantor, em seguida, distribuíram rosas vermelhas ao público. Ao longo da apresentação, os dois se abraçam e aparecem visivelmente emocionados. Como é normal em eventos de grande porte, houve um atraso até o início da apresentação. A chuva atormentava São Paulo, o trânsito estava parado, mas isso não intimidou ninguém. Na verdade, a atitude do nome da noite foi louvável: Daniel ligou para todos os artistas, um por um, pedindo desculpas pelo ocorrido. O cantor também realizou uma turnê de lançamento do DVD. "Eu sou só gratidão de poder vivenciar tudo isso, de poder atingir essa marca e a consciência de que cada pessoa, que estava aqui e aquelas que não puderam vir, são parte fundamentais nessa história. A gente jamais conseguiria atingir essa meta sem a presença de todo mundo, sozinho jamais! A cada dia eu percebo que a minha vida é cantar, é estar diante das pessoas e saber que aquela música que estou cantando, aquela letra, aquela melodia está atingindo alguém, está fazendo a diferença na vida de alguém. Eu prometi pra ele (João Paulo), depois que ele partiu, que enquanto puder e tiver oportunidade, eu vou dar prosseguimento na nossa história e tentar, de alguma maneira, ajudar que ela se mantenha acesa. A carreira, a história de João Paulo e Daniel está muito viva para todo mundo, é muito notório isso. A alegria que eu senti de cada palavra que ouvi aqui, de todos esses artistas, é muito gratificante. É muito difícil reunir um time desse e poder comemorar a vida, celebrar o amor, as coisas que as vida nos dá, em um momento único. Sou grato a tudo isso e espero ter outras oportunidades de fazer o bem para alguém e reunir pessoas, seja nos bastidores e para esse público maravilhoso que me acompanha. Obrigado, de coração!" finalizou.
Durante o show de gravação do DVD, também foi executada a canção "Saudade", com a participação de Luan Santana, composição de César Augusto e William Santana, porém, por algum motivo desconhecido, a canção não foi adicionada a versão final do álbum. A dupla Zé Neto & Cristiano foi confirmada no projeto, porém, por motivos de força maior, não puderam comparecer.

## Lançamento
Por se tratar de um projeto que abrangeu muitas canções, o álbum foi lançado em volumes, sendo 4 no total, somando 39 músicas ao todo. O primeiro tinha previsão de lançamento para 3 de abril de 2023, porém foi adiado para o dia 10, devido o falecimento de Maria Aparecida, mãe de Daniel. O lançamento do DVD também foi acompanhado por uma matéria exclusiva no Fantástico, exibida no dia anterior. O segundo foi em 14 de abril, o terceiro no dia 28 do mesmo mês. Por fim, o  quarto foi lançado em 12 de maio, juntamente com o álbum unificado.

## Lista de faixas
| Vol. 1         |                                                                  |                                                 |         |  |
| N.º            | Título                                                           | Compositor(es)                                  | Duração |  |
| 1.             | "Estou Apaixonado (Estoy Enamorado)" (part. Todos os convidados) | Estéfano / Donato Poveda (Versão: Carlos Colla) | 5:43    |  |
| 2.             | "Com Qual Carícia" (part. Bruno & Marrone)                       | Peninha                                         | 4:13    |  |
| 3.             | "Ela Tem o Dom de me Fazer Chorar" (part. Luan Santana)          | César Augusto / Piska                           | 4:04    |  |
| 4.             | "Que Dure Para Sempre" (part. Maiara & Maraisa)                  | Peninha                                         | 4:25    |  |
| 5.             | "A Loira do Carro Branco" (part. Chitãozinho & Xororó)           | Paraíso / Jesus Belmiro                         | 3:40    |  |
| 6.             | "Mil Loucuras de Amor" (part. Fernando & Sorocaba)               | César Augusto / Piska                           | 3:29    |  |
| 7.             | "Alguém" (part. Jorge & Mateus)                                  | César Augusto / Piska                           | 3:25    |  |
| 8.             | "Se Você Quiser Voltar" (part. Michel Teló)                      | Peninha                                         | 4:29    |  |
| 9.             | "Só Dá Você na Minha Vida" (part. Henrique & Juliano)            | Rick                                            | 3:14    |  |
| 10.            | "Minha Estrela Perdida" (part. Jéssica Reis)                     | César Augusto / Piska                           | 4:37    |  |
| Duração total: | Duração total:                                                   | Duração total:                                  | 41:23   |  |

| Vol. 2         |                                                          |                                 |         |  |
| N.º            | Título                                                   | Compositor(es)                  | Duração |  |
| 1.             | "Malícia de Mulher" (part. Edson & Hudson)               | Peninha / Tivas                 | 3:47    |  |
| 2.             | "Fogo de Amor" (part. César Menotti & Fabiano)           | Jefferson Farias                | 2:52    |  |
| 3.             | "O Cheiro Dela" (part. Guilherme & Santiago)             | Rick / Renner                   | 3:16    |  |
| 4.             | "Aos Trancos e Barrancos" (part. Cezar & Paulinho)       | Edinho da Mata / Matogrosso     | 3:45    |  |
| 5.             | "A Culpa é Sua" (part. Rick & Renner)                    | Rick / Alexandre                | 4:22    |  |
| 6.             | "Hoje Eu Sei" (part. Althair & Alexandre)                | Rick / Alexandre                | 4:28    |  |
| 7.             | "Não Precisa Perdão" (part. Rionegro & Solimões)         | Rick / João Paulo               | 4:03    |  |
| 8.             | "Muda" (part. Gian & Giovani)                            | Peninha / Manoel Nenzinho Pinto | 4:02    |  |
| 9.             | "Porque Fui Te Amar Assim" (part. João Neto & Frederico) | Rick                            | 4:15    |  |
| 10.            | "Apaixonado Por Você" (part. Paraná)                     | Rick / João Paulo               | 4:35    |  |
| Duração total: | Duração total:                                           | Duração total:                  | 39:30   |  |

| Vol. 3         |                                                                |                                                     |         |  |
| N.º            | Título                                                         | Compositor(es)                                      | Duração |  |
| 1.             | "Te Cuida Coração" (part. Maiara & Maraisa)                    | Pinocchio / Ana Paula                               | 4:00    |  |
| 2.             | "Desejo de Amar" (part. Marcos & Belutti)                      | Gabú / Marinheiro                                   | 3:25    |  |
| 3.             | "Você Só Me Faz Feliz" (part. João Bosco & Vinícius)           | Elias Muniz / Fátima Leão                           | 3:14    |  |
| 4.             | "Cuida de Mim" (part. Michel Teló)                             | Edinho da Mata / Silmara Pierine                    | 3:34    |  |
| 5.             | "Poeira da Estrada" (part. José Camillo)                       | Rick / João Paulo                                   | 3:22    |  |
| 6.             | "Dia de Visita" (part. Cezar & Paulinho)                       | Moacyr Franco                                       | 4:07    |  |
| 7.             | "No Mesmo Lugar (Coisa Estranha)" (part. Chitãozinho & Xororó) | Darci Rossi / Marciano                              | 3:22    |  |
| 8.             | "Rosto Molhado" (part. Fernando & Sorocaba)                    | Ronaldo Adriano / José Fortuna                      | 3:36    |  |
| 9.             | "Te Amo Cada Vez Mais (To Love You More)"                      | David Foster / Junior Miles (Versão: Roberto Merli) | 6:02    |  |
| Duração total: | Duração total:                                                 | Duração total:                                      | 34:48   |  |

| Vol. 4         |                                                             |                                                        |         |  |
| N.º            | Título                                                      | Compositor(es)                                         | Duração |  |
| 1.             | "Fim de Semana" (part. César Menotti & Fabiano)             | Joel Marques / Vicente Castilho                        | 4:27    |  |
| 2.             | "Paloma (La Paloma)" (part. Jorge & Mateus)                 | Julio Iglesias / Ramon Arcusa (Versão: Fernando Adour) | 5:05    |  |
| 3.             | "Você Não Morre Mais" (part. Gian & Giovani)                | Moacyr Franco                                          | 3:42    |  |
| 4.             | "Fazenda São Francisco (Maior Proeza)" (part. José Camillo) | Paraíso / Jesus Belmiro                                | 3:14    |  |
| 5.             | "Pra Te Esquecer Não Dá" (part. Marcos & Belutti)           | Zé Poxoréo / Zezé Di Camargo                           | 4:14    |  |
| 6.             | "Nelore Valente" (part. Rick)                               | Sulino / Antônio Carlos                                | 4:05    |  |
| 7.             | "Só Eu e Você" (part. Rionegro & Solimões)                  | Peninha                                                | 5:02    |  |
| 8.             | "Não Espere Amanhecer" (part. Henrique & Juliano)           | Edinho da Mata / Paraíso                               | 3:48    |  |
| 9.             | "As Coisas São Como São" (part. Guilherme & Santiago)       | Peninha                                                | 3:35    |  |
| 10.            | "Eu Me Amarrei" (part. João Neto & Frederico)               | Waldir Luz / Tivas                                     | 3:26    |  |
| Duração total: | Duração total:                                              | Duração total:                                         | 40:42   |  |

| DVD em ordem cronológica |                                                                  |         |  |
| N.º                      | Título                                                           | Duração |  |
| 1.                       | "Estou Apaixonado (Estoy Enamorado)" (part. Todos os convidados) |         |  |
| 2.                       | "Com Qual Carícia" (part. Bruno & Marrone)                       |         |  |
| 3.                       | "Ela Tem o Dom de me Fazer Chorar" (part. Luan Santana)          |         |  |
| 4.                       | "Saudade" (part. Luan Santana)                                   |         |  |
| 5.                       | "Que Dure Para Sempre" (part. Maiara & Maraisa)                  |         |  |
| 6.                       | "Te Cuida Coração" (part. Maiara & Maraisa)                      |         |  |
| 7.                       | "No Mesmo Lugar (Coisa Estranha)" (part. Chitãozinho & Xororó)   |         |  |
| 8.                       | "A Loira do Carro Branco" (part. Chitãozinho & Xororó)           |         |  |
| 9.                       | "Hoje Eu Sei" (part. Althair & Alexandre)                        |         |  |
| 10.                      | "Mil Loucuras de Amor" (part. Fernando & Sorocaba)               |         |  |
| 11.                      | "Rosto Molhado" (part. Fernando & Sorocaba)                      |         |  |
| 12.                      | "Apaixonado Por Você" (part. Paraná)                             |         |  |
| 13.                      | "Alguém" (part. Jorge & Mateus)                                  |         |  |
| 14.                      | "Paloma (La Paloma)" (part. Jorge & Mateus)                      |         |  |
| 15.                      | "Malícia de Mulher" (part. Edson & Hudson)                       |         |  |
| 16.                      | "Se Você Quiser Voltar" (part. Michel Teló)                      |         |  |
| 17.                      | "Cuida de Mim" (part. Michel Teló)                               |         |  |
| 18.                      | "Fogo de Amor" (part. César Menotti & Fabiano)                   |         |  |
| 19.                      | "Fim de Semana" (part. César Menotti & Fabiano)                  |         |  |
| 20.                      | "O Cheiro Dela" (part. Guilherme & Santiago)                     |         |  |
| 21.                      | "As Coisas São Como São" (part. Guilherme & Santiago)            |         |  |
| 22.                      | "Só Dá Você na Minha Vida" (part. Henrique & Juliano)            |         |  |
| 23.                      | "Não Espere Amanhecer" (part. Henrique & Juliano)                |         |  |
| 24.                      | "Dia de Visita" (part. Cezar & Paulinho)                         |         |  |
| 25.                      | "Aos Trancos e Barrancos" (part. Cezar & Paulinho)               |         |  |
| 26.                      | "Desejo de Amar" (part. Marcos & Belutti)                        |         |  |
| 27.                      | "Pra Te Esquecer Não Dá" (part. Marcos & Belutti)                |         |  |
| 28.                      | "A Culpa é Sua" (part. Rick & Renner)                            |         |  |
| 29.                      | "Nelore Valente" (part. Rick)                                    |         |  |
| 30.                      | "Não Precisa Perdão" (part. Rionegro & Solimões)                 |         |  |
| 31.                      | "Só Eu e Você" (part. Rionegro & Solimões)                       |         |  |
| 32.                      | "Porque Fui Te Amar Assim" (part. João Neto & Frederico)         |         |  |
| 33.                      | "Eu Me Amarrei" (part. João Neto & Frederico)                    |         |  |
| 34.                      | "Você Não Morre Mais" (part. Gian & Giovani)                     |         |  |
| 35.                      | "Muda" (part. Gian & Giovani)                                    |         |  |
| 36.                      | "Você Só Me Faz Feliz" (part. João Bosco & Vinícius)             |         |  |
| 37.                      | "Poeira da Estrada" (part. José Camillo)                         |         |  |
| 38.                      | "Fazenda São Francisco (Maior Proeza)" (part. José Camillo)      |         |  |
| 39.                      | "Te Amo Cada Vez Mais (To Love You More)"                        |         |  |
| 40.                      | "Minha Estrela Perdida" (part. Jéssica Reis)                     |         |  |
| Duração total:           | Duração total:                                                   | 2:36:24 |  |

## Ficha técnica
- Daniel Camillo - criação
- Matheus Possebon - direção geral
- Fernanda Faria - produção executiva
- Casagrande - produtor
- Alessandra Meschini - gerente artística
- Ludmila Machado - cenografia
- Alexandre Augusto - direção de fotografia
- Douglas “Ninja” Guedes - montagem e color grading
- Rodrigo Costa - direção, produção musical, arranjos e mixagens
- Marcelo Amiky - direção
- Daniel Promoções / Opus Entretenimento - realização
- LAB 3 TV - divulgação digital
- ONErpm - distribuição

Músicos:
- Rodrigo Costa - arranjos, direção musical, mixagem, masterização, piano, coro
- Aderson Karan - bateria
- Lau Gomes - baixo
- Alexandre Bueno - guitarra
- Anderson Toledo - teclado
- Franco Alencar - violão
- Ale di Vieira - percussão
- Fabi Moreira - coro
- Monaliza Nunes - coro
- Marcos Schefell - violino
- Cuca - violino
- Daniel Pires - viola
- Rafael Cesário - cello
- Azeitona - trompete
- Bruno Bellasco - trompete
- Jorginho Neto - trombone
- Denilson Martins - sax
- Samuel Pompeo - sax
- Jessica Vicente - trompa
- Sandra Ribeiro - fagote

## Prêmios e indicações
| Ano  | Premiação     | Categoria                        | Resultado | Ref.  |
| ---- | ------------- | -------------------------------- | --------- | ----- |
| 2023 | Grammy Latino | Melhor Álbum de Música Sertaneja | Indicado  | [ 5 ] |